# Contrast radiològic

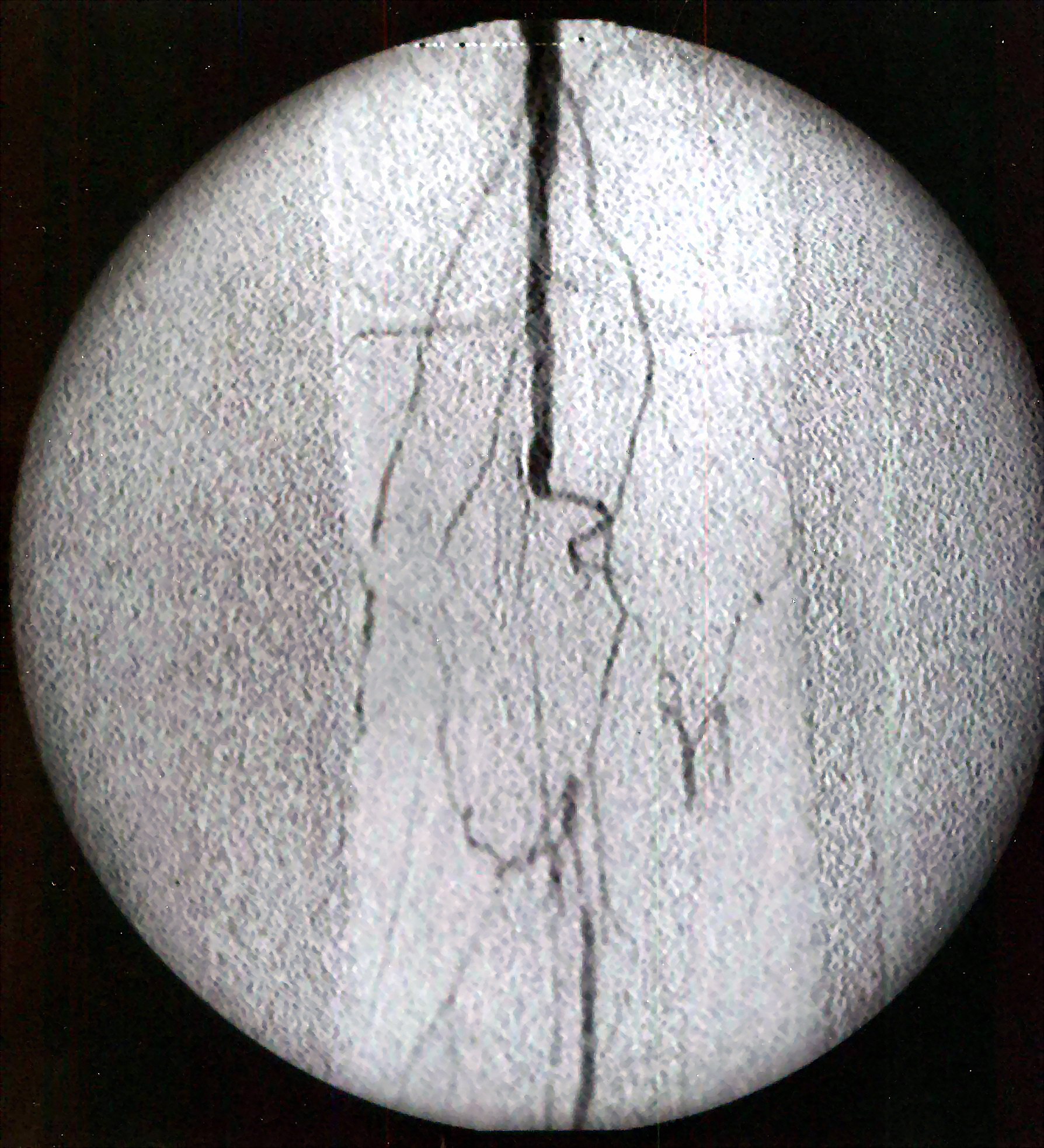
Angiografia femoral amb CO₂ com a contrast.

Un contrast radiològic és qualsevol substància radiopaca susceptible de ser utilitzada durant un examen de rajos X o radiografies, que realça les imatges d'estructures normalment no visibles, perquè tenen la mateixa densitat que les estructures veïnes. També es fan servir contrastos per a les tècniques de ressonància magnètica.
Existeixen diversos tipus de contrastos. Els contrastos densos es basen en l'elevada massa atòmica de certs àtoms la presència dels quals dins de l'organisme és ben tolerada per aquest. Els àtoms involucrats són el iode i el bari.
- El iode forma part de certs compostos hidrosolubles que es fan servir per via endovenosa o arterial (angiografies, flebografies) i també en l'estudi de les vies urinàries i dels ductes mamaris.
- També hi ha contrastos iodats liposolubles, les indicacions dels quals es limiten a l'estudi de les glàndules salivals (sialografies), ja en desús.
- El bari es fa servir en forma de pols de sulfat de bari que es barreja amb aigua formant una suspensió. El bari es pren per via oral, o és introduït per via rectal per a l'estudi del tub digestiu.

Els contrastos hipodensos són l'aire, usat en les tècniques de doble contrast per al tub digestiu i en la pneumo-oncologia mamària. A vegades es fa servir gas carbònic.